# Lekkoatletyka na Letnich Igrzyskach Olimpijskich 2020 – rzut dyskiem kobiet
Turniej kobiet w rzucie dyskiem podczas XXXII Letnich Igrzysk Olimpijskich w Tokio odbył się w dniach 31 lipca - 2 sierpnia 2021. Do rywalizacji przystąpiło 31 sportowców. Arena zawodów był Stadion Olimpijski w Tokio. Mistrzynią olimpijską została Amerykanka Valarie Allman, wicemistrzynią Niemka Kristin Pudenz, a brąz zdobyła Kubanka Yaime Pérez.
Był to XXII olimpijski konkurs rzutu dyskiem kobiet.

## Terminarz
godziny zostały podane w czasie japońskim (UTC+9) oraz polskim (CEST)
| Data            | Godzina rozpoczęcia | Godzina rozpoczęcia |                       |
| Data            | UTC+09:00           | CEST                |                       |
| --------------- | ------------------- | ------------------- | --------------------- |
| 31 lipca 2021   | 09:30               | 02:30               | kwalifikacje, grupa A |
| 31 lipca 2021   | 10:55               | 03:55               | kwalifikacje, grupa B |
| 2 sierpnia 2021 | 20:00               | 13:00               | finał                 |

## System rozgrywek
W kwalifikacjach każda z zawodniczek mogła oddać trzy rzuty. Aby uzyskać awans do finału należało uzyskać minimum kwalifikacyjne - 64,00 m. Jeżeli minimum kwalifikacyjne uzyskało mniej niż 12 sportowców, to kwalifikacje uzyskiwały zawodniczki, które oddały najdalsze rzuty, tak aby liczba finalistek wyniosła 12.
W finale zawodniczki mogły oddać sześć z rzutów, z wyjątkiem czterech dyskobolek, które po trzech próbach osiągnęły najniższe wyniki i były po nich eliminowane z dalszej konkurencji. Do ostatecznego wyniku zaliczano jeden, najdalszy rzut oddany przez zawodniczkę w finale (rzuty w kwalifikacjach nie były brane pod uwagę).

## Rekordy
Przed rozpoczęciem zawodów aktualny rekord świata i rekord olimpijski były następujące:
| WR | Natalja Lisowska | 76.80 m | Neubrandenburg | 9 lipca 1988     |
| OR | Ilona Slupianek  | 72.30 m | Seul           | 29 września 1988 |

## Wyniki

### Kwalifikacje
| Pozycja | Grupa | Zawodniczka               | Państwo           | 1     | 2     | 3     | Odległość | Uwagi |
| ------- | ----- | ------------------------- | ----------------- | ----- | ----- | ----- | --------- | ----- |
| 1       | B     | Valarie Allman            | Stany Zjednoczone | 66.42 | —     | —     | 66.42     | Q     |
| 2       | B     | Kamalpreet Kaur           | Indie             | 60.29 | 63.97 | 64.00 | 64.00     | Q     |
| 3       | A     | Sandra Perković           | Chorwacja         | 63.75 | x     | x     | 63.75     | q     |
| 4       | A     | Kristin Pudenz            | Niemcy            | 63.53 | x     | 63.73 | 63.73     | q     |
| 5       | B     | Daisy Osakue              | Włochy            | 52.26 | 63.66 | x     | 63.66     | q     |
| 6       | B     | Marike Steinacker         | Niemcy            | 63.22 | x     | x     | 63.22     | q     |
| 7       | B     | Yaime Pérez               | Kuba              | 62.90 | 63.18 | 59.97 | 63.18     | q     |
| 8       | B     | Liliana Cá                | Portugalia        | 57.70 | 62.85 | x     | 62.85     | q     |
| 9       | B     | Chen Yang                 | Chiny             | 62.59 | 61.57 | 62.72 | 62.72     | q     |
| 10      | B     | Claudine Vita             | Niemcy            | 62.39 | 62.46 | 62.38 | 62.46     | q     |
| 11      | A     | Shadae Lawrence           | Jamajka           | 59.55 | 62.27 | x     | 62.27     | q     |
| 12      | B     | Izabela da Silva          | Brazylia          | 56.14 | 61.52 | 60.64 | 61.52     | q     |
| 13      | B     | Marija Tolj               | Chorwacja         | 54.76 | 61.48 | 60.33 | 61.48     |       |
| 14      | A     | Jorinde van Klinken       | Holandia          | x     | 61.15 | x     | 61.15     |       |
| 15      | A     | Mélina Robert-Michon      | Francja           | x     | 60.88 | 59.81 | 60.88     |       |
| 16      | A     | Seema Punia               | Indie             | x     | 60.57 | 58.93 | 60.57     |       |
| 17      | B     | Feng Bin                  | Chiny             | 59.26 | 60.45 | x     | 60.45     |       |
| 18      | B     | Subenrat Insaeng          | Tajlandia         | 54.99 | 59.23 | 56.82 | 59.23     |       |
| 19      | A     | Chrysoula Anagnostopoulou | Grecja            | 57.06 | 59.18 | 58.55 | 59.18     |       |
| =20     | A     | Su Xinyue                 | Chiny             | 55.37 | 58.90 | 57.85 | 58.90     |       |
| =20     | B     | Andressa de Morais        | Brazylia          | x     | x     | 58.90 | 58.90     |       |
| 22      | B     | Dani Stevens              | Australia         | 53.01 | 58.77 | 54.60 | 58.77     |       |
| 23      | A     | Denia Caballero           | Kuba              | x     | 57.96 | x     | 57.96     |       |
| 24      | A     | Fernanda Martins          | Brazylia          | x     | 57.90 | x     | 57.90     |       |
| 25      | A     | Irina Rodrigues           | Portugalia        | x     | 54.60 | 57.03 | 57.03     |       |
| 26      | B     | Dragana Tomašević         | Serbia            | 55.97 | 56.95 | 56.43 | 56.95     |       |
| 27      | A     | Rachel Dincoff            | Stany Zjednoczone | 55.10 | x     | 56.22 | 56.22     |       |
| 28      | A     | Kelsey Card               | Stany Zjednoczone | 54.85 | 55.78 | 56.04 | 56.04     |       |
| 29      | B     | Karen Gallardo            | Chile             | 55.36 | 53.89 | 55.81 | 55.81     |       |
| 30      | A     | Alexandra Emilianov       | Mołdawia          | 54.57 | x     | x     | 54.57     |       |
| 31      | A     | Natalija Fokina-Semenowa  | Ukraina           | x     | x     | 54.28 | 54.28     |       |

### Finał
| Pozycja | Zawodniczka       | Państwo           | 1     | 2     | 3     | 4     | 5     | 6     | Odległość | Uwagi |
| ------- | ----------------- | ----------------- | ----- | ----- | ----- | ----- | ----- | ----- | --------- | ----- |
| złoto   | Valarie Allman    | Stany Zjednoczone | 68.98 | x     | x     | 64.76 | 66.78 | x     | 68.98     |       |
| srebro  | Kristin Pudenz    | Niemcy            | 63.07 | 65.34 | 64.35 | x     | 66.86 | x     | 66.86     | PB    |
| brąz    | Yaime Pérez       | Kuba              | 65.72 | 62.16 | 63.20 | 65.20 | x     | x     | 65.72     |       |
| 4       | Sandra Perković   | Chorwacja         | 62.53 | x     | 65.01 | x     | x     | 63.25 | 65.01     |       |
| 5       | Liliana Cá        | Portugalia        | 62.31 | 63.93 | x     | x     | x     | x     | 63.93     |       |
| 6       | Kamalpreet Kaur   | Indie             | 61.62 | x     | 63.70 | x     | 61.37 | x     | 63.70     |       |
| 7       | Shadae Lawrence   | Jamajka           | 60.22 | 62.12 | 58.98 | 59.46 | 59.26 | x     | 62.12     |       |
| 8       | Marike Steinacker | Niemcy            | x     | 62.02 | x     | x     | 60.10 | 60.32 | 62.02     |       |
| 9       | Claudine Vita     | Niemcy            | 60.70 | x     | 61.80 | NQ    | NQ    | NQ    | 61.80     |       |
| 10      | Chen Yang         | Chiny             | 61.57 | 59.59 | 61.43 | NQ    | NQ    | NQ    | 61.57     |       |
| 11      | Izabela da Silva  | Brazylia          | 60.39 | x     | 59.56 | NQ    | NQ    | NQ    | 60.39     |       |
| 12      | Daisy Osakue      | Włochy            | 59.97 | x     | x     | NQ    | NQ    | NQ    | 59.97     |       |